# Djuptjärnen (Karlanda socken, Värmland, 661401-128913)
Djuptjärnen är en sjö i Årjängs kommun i Värmland och ingår i Göta älvs huvudavrinningsområde. Sjöns area är 0,021 kvadratkilometer och den är belägen 217 meter över havet.